# お笑いLIVE10!
お笑いLIVE10!（おわらいらいぶてん）は、2005年10月26日から2006年2月8日までTBS系列で、毎週水曜日21:00 - 21:54（JST）に生放送されていたバラエティ番組。

## 概要
- 毎回お笑い好きのゲストをスタジオに招き、ランキング形式で（ゲストが選んだ順に）お笑いタレントのネタを発表する。
- 「ザ・ベストテン」のお笑い版を謳い、ベストテンと似た演出を用いていた。

## 内容
- 毎回ゲストがオススメの芸人10組をランキング形式で発表しネタを披露する。紹介時は芸人の名前と画像、選出された理由が紹介されスタジオ内の2箇所に設置されたステージでネタを披露する。
- 芸人がスタジオに来られない場合は中継で別所からネタを披露する場合もある。ただし、他番組の収録中などの場合は「欠席」と言う扱いになった。

### 変更点
- 開始当初は芸人がネタを披露するのみであったが、後期は出演する芸人が今田とゲストを囲んで中央ステージに揃っており、選ばれた際に両横のステージでネタを披露する形式となった。
- 1月18日放送から1位に選ばれた芸人は、ゲストに「感謝の一言」を言うことになった（最終回の2月8日のみ今田耕司）。

## 逸話

### 放送内容
- 第一回ゲストはタレントの上戸彩であり、出だしのレイザーラモンHGから中継で、今田耕司が「新番組の出だしから中継ですかぁ!」と言い、TBSアナウンサー竹内香苗などは苦笑していた。
- 第二回の放送ではバナナマンがラジオの生放送中にもかかわらず、スタッフが収録スタジオに出向いてその場でネタを披露した。
- ネタ以外にトークの時間もあり、予定ではそのトークの合間に行なう予定だったコーナーがあったが、放送時間の都合により結局行われなかった。また、特技を披露するコーナーも存在したが、一度しか行なわれなかった。
- 今田耕司の最後のメッセージは「来週からお笑いは『リンカーン』でお楽しみ下さい」であった。

### その他
- 同時刻での生放送のレギュラー番組は『スペースJ』以来である。また、後に放送の『水曜ノンフィクション』はこの番組以来の生放送番組となった。
- TBS系列のプライムタイムでのレギュラー枠の演芸番組は2012年10月の「日10☆演芸パレード」まで待つことになる。また、今田もこの番組の司会を務める。

## 司会者
- 今田耕司
- 竹内香苗(TBSアナウンサー)

## 中継リポーター
- 八木早希（MBSアナウンサー）
レギュラー、なかやまきんに君、笑い飯など
- 青木裕子（TBSアナウンサー）
レイザーラモンHGのみ
- 外山惠理（TBSアナウンサー）

## データ
第1回（10月26日） 上戸彩が選んだ10組
| 順位 | 芸人名                 |
| 1    | 劇団ひとり             |
| 2    | レギュラー             |
| 3    | ヒロシ                 |
| 4    | 大木こだま・ひびき     |
| 5    | アンタッチャブル       |
| 6    | ビックスモールン       |
| 7    | マギー司郎＆マギー審司 |
| 8    | 長州小力               |
| 9    | 次長課長               |
| 10   | レイザーラモンHG       |

初回は当初、20:00～21:54の2時間スペシャルの予定だったが、「2005日本シリーズ第4戦・阪神-ロッテ」編成の為、21:00～21:54のレギュラー放送に変更されたが、試合展開より60分繰り下がり、22:00～22:54に放送された。
第2回（11月2日） 堀江貴文が選んだ10組
| 順位 | 芸人名             |
| 1    | スピードワゴン     |
| 2    | バナナマン         |
| 3    | フットボールアワー |
| 4    | 猫ひろし           |
| 5    | B&B                |
| 6    | 南海キャンディーズ |
| 7    | POISON GIRL BAND   |
| 8    | 電撃ネットワーク   |
| 9    | ザ・たっち         |
| 10   | 鉄拳               |

第3回（11月9日）ボビー・オロゴンが選んだ10組
| 順位 | 芸人名                                        |
| 1    | ランディ・マッスル （声：幸野善之）           |
| 2    | ペナルティ                                    |
| 3    | なかやまきんに君                              |
| 4    | 安田大サーカス                                |
| 5    | 海原はるか・かなた                            |
| 6    | 次長課長                                      |
| 7    | レギュラー                                    |
| 8    | 山上兄弟                                      |
| 9    | カンニング竹山                                |
| 10   | レイザーラモンHG （相方レイザーラモンRG登場） |

第4回（11月16日）奥菜恵が選んだ10組
| 順位 | 芸人名                                                         |
| 1    | 長州小力                                                       |
| 2    | ホリ                                                           |
| 3    | インスタントジョンソン                                         |
| 4    | 昭和のいる・こいる                                             |
| 5    | まちゃまちゃ                                                   |
| 6    | 海原やすよ・ともこ                                             |
| 7    | 友近                                                           |
| 8    | スピードワゴン （他番組収録のため出演なし、VTRコメントもなし） |
| 9    | ふじいあきら                                                   |
| 10   | POISON GIRL BAND                                               |

11月23日：映画「ハリー・ポッターと賢者の石」のため休止
11月30日：「全員正解あたりまえ!クイズSP」のため休止
第5回（12月7日） 優香が選んだ10組
| 順位 | 芸人名                 |
| 1    | キングオブコメディ     |
| 2    | 次長課長               |
| 3    | レギュラー             |
| 4    | 友近                   |
| 5    | スピードワゴン         |
| 6    | まちゃまちゃ（欠席）   |
| 7    | インスタントジョンソン |
| 8    | コンマニセンチ         |
| 9    | カンニング竹山         |
| 10   | ザ・たっち             |

第6回（12月14日） 井川遥が選んだ10組
| 順位 | 芸人名                 |
| 1    | 長州小力（2回目）      |
| 2    | ロバート               |
| 3    | 猫ひろし               |
| 4    | 佐久間一行             |
| 5    | アンジャッシュ         |
| 6    | イシバシハザマ         |
| 7    | フラミンゴ             |
| 8    | とろサーモン           |
| 9    | まちゃまちゃ           |
| 10   | インスタントジョンソン |

12月21日：「世界バリバリ★バリュー史上最強!日本のスーパーセレブお嬢様ドーンと集めちゃいましたスペシャル」のため休止
12月28日：「年末映画スペシャル「釣りバカ日誌15・ハマちゃんに明日はない!?」」のため休止
2006年1月4日：「史上空前!!笑いの祭典ザ・ドリームマッチ’06」のため休止
1月11日：「全員正解あたりまえ!クイズ!!オールスター芸能界常識バトルSP!」のため休止
第7回（1月18日） 速水もこみちが選んだ10組
| 順位 | 芸人名                                                 |
| 1    | スーパーものまねマシーン1号2号 （イジリー岡田&神奈月） |
| 2    | 猫ひろし                                               |
| 3    | ペナルティ                                             |
| 4    | パッション屋良                                         |
| 5    | ハリセンボン                                           |
| 6    | FUJIWARA （他番組収録のため欠席）                      |
| 7    | 長州小力                                               |
| 8    | 次長課長                                               |
| 9    | 笑い飯                                                 |
| 10   | タカアンドトシ                                         |

第8回（1月25日） 細川茂樹が選んだ10組
| 順位 | 芸人名           |
| 1    | 中川家           |
| 2    | パペットマペット |
| 3    | 笑い飯           |
| 4    | ホリ             |
| 5    | イシバシハザマ   |
| 6    | 次長課長（欠席） |
| 7    | 友近             |
| 8    | ふじいあきら     |
| 9    | 佐久間一行       |
| 10   | POISON GIRL BAND |

第9回（2月1日） 小泉孝太郎が選んだ10組
| 順位 | 芸人名                                      |
| 1    | 神奈月                                      |
| 2    | FUJIWARA                                    |
| 3    | 東京ダイナマイト                            |
| 4    | ペナルティ                                  |
| 5    | 南海キャンディーズ （他番組収録のため欠席） |
| 6    | 森三中                                      |
| 7    | バッドボーイズ                              |
| 8    | 千鳥                                        |
| 9    | ハリセンボン                                |
| 10   | タカアンドトシ                              |

第10回（2月8日） 牧瀬里穂が選んだ10組
| 順位 | 芸人名                                  |
| 1    | フットボールアワー                      |
| 2    | 友近                                    |
| 3    | 前田健                                  |
| 4    | ロバート                                |
| 5    | インスタントジョンソン                  |
| 6    | アンジャッシュ （他番組収録のため欠席） |
| 7    | アジアン                                |
| 8    | 麒麟                                    |
| 9    | ネゴシックス                            |
| 10   | トータルテンボス                        |

## ゲストに選ばれた芸人一覧
（※太字は、1位に選ばれた芸人、()内の数字は、選ばれた回数）
- アジアン
- アンジャッシュ（2回）
- アンタッチャブル
- イシバシハザマ（2回）
- インスタントジョンソン（3回）
- 海原はるか・かなた
- 海原やすよ・ともこ
- 大木こだま・ひびき
- 神奈月
- カンニング竹山（2回）
- 麒麟
- キングオブコメディ
- 劇団ひとり
- コンマニセンチ
- ザ・たっち（2回）
- 佐久間一行（2回）
- 次長課長（5回）
- 昭和のいる・こいる
- スーパーものまねマシーン1号2号（イジリー岡田&神奈月）
- スピードワゴン（3回）
- タカアンドトシ（2回）

- 千鳥
- 長州小力（4回、1位2回）
- 鉄拳
- 電撃ネットワーク
- トータルテンボス
- 東京ダイナマイト
- 友近（4回）
- とろサーモン
- 中川家
- なかやまきんに君
- 南海キャンディーズ（2回）
- ネゴシックス
- 猫ひろし（3回）
- パッション屋良
- バッドボーイズ
- バナナマン
- パペットマペット
- ハリセンボン（2回）
- B&B
- ビックスモールン
- ヒロシ

- ふじいあきら（2回）
- FUJIWARA（2回）
- フットボールアワー（2回）
- フラミンゴ
- ペナルティ（3回）
- POISON GIRL BAND（3回）
- ホリ（2回）
- 前田健
- マギー司郎
- マギー審司
- まちゃまちゃ（3回）
- 森三中
- 安田大サーカス
- 山上兄弟
- ランディ・マッスル
- レイザーラモンHG（2回）
- レギュラー（3回）
- ロバート（2回）
- 笑い飯（2回）

## 提供クレジットについて
- 基本的に複数社提供だが、ユニリーバ（30秒）以外は、2社以上（15秒若しくは30秒）の表示のため、読みも「この番組は、ユニ・リーバと、ご覧のスポンサー（後略）」扱いとなる。

## スタッフ
- ナレーター：垂木勉
- 構成：松井洋介、桜井慎一、渡辺真也、田中伊知郎
- プロデューサー・総合演出：中川通成
- チーフプロデューサー：荒井昌也
- 制作：TBSテレビ
- 製作著作：TBS

### 同系列番組
- お笑いベストテン（テレビ東京）

### その他のお笑い番組
- 爆笑オンエアバトル（NHK総合）
- エンタの神様（日本テレビ）
- 笑いの金メダル（朝日放送）

### その他
- お笑いブーム